# Château de Beaumont (Guitté)
Pour les articles homonymes, voir Château de Beaumont.
Le château de Beaumont  est situé sur la commune de Guitté en France.

## Localisation
Le château est situé sur la commune de Guitté  sur les bords de la Rance dans le département des Côtes-d'Armor, dans la région Bretagne.

## Description
La partie supérieure de la tour d'escalier polygonale est surmontée d'un petit oratoire domestique à fort encorbellement.

## Historique
Le château est inscrit au titre des monuments historiques par arrêté du 19 juin 1926.

## Protection
Éléments protégés : la porte d'entrée avec les deux tours l'encadrant ; la petite porte du XVe siècle et l'encorbellement sur la façade.